# Paragwajscy arcymistrzowie szachowi
Lista paragwajskich szachistów, posiadających tytuły arcymistrzów (GM) i arcymistrzyń (WGM), zarówno w grze klasycznej, korespondencyjnej, kompozycji szachowej, jak i w rozwiązywaniu zadań szachowych oraz tytuły arcymistrzów honorowych (HGM), przyznawanych za osiągnięcia w przeszłości. Obejmuje także zawodników, którzy barwy Paragwaju reprezentowali tylko w pewnym okresie swojego życia.

## Szachy klasyczne

### arcymistrzowie
| Zawodnicy              | Rok urodzenia | Rok śmierci | Rok nadania | Uwagi                        |
| ---------------------- | ------------- | ----------- | ----------- | ---------------------------- |
| Axel Bachmann Schiavo  | 1989          |             | 2008        |                              |
| Neuris Delgado Ramírez | 1981          |             | 2002        | wcześniej Kuba oraz Kolumbia |
| José Fernando Cubas    | 1981          |             | 2011        |                              |
| Zenón Franco Ocampos   | 1956          |             | 1990        |                              |